# Praia do Centro

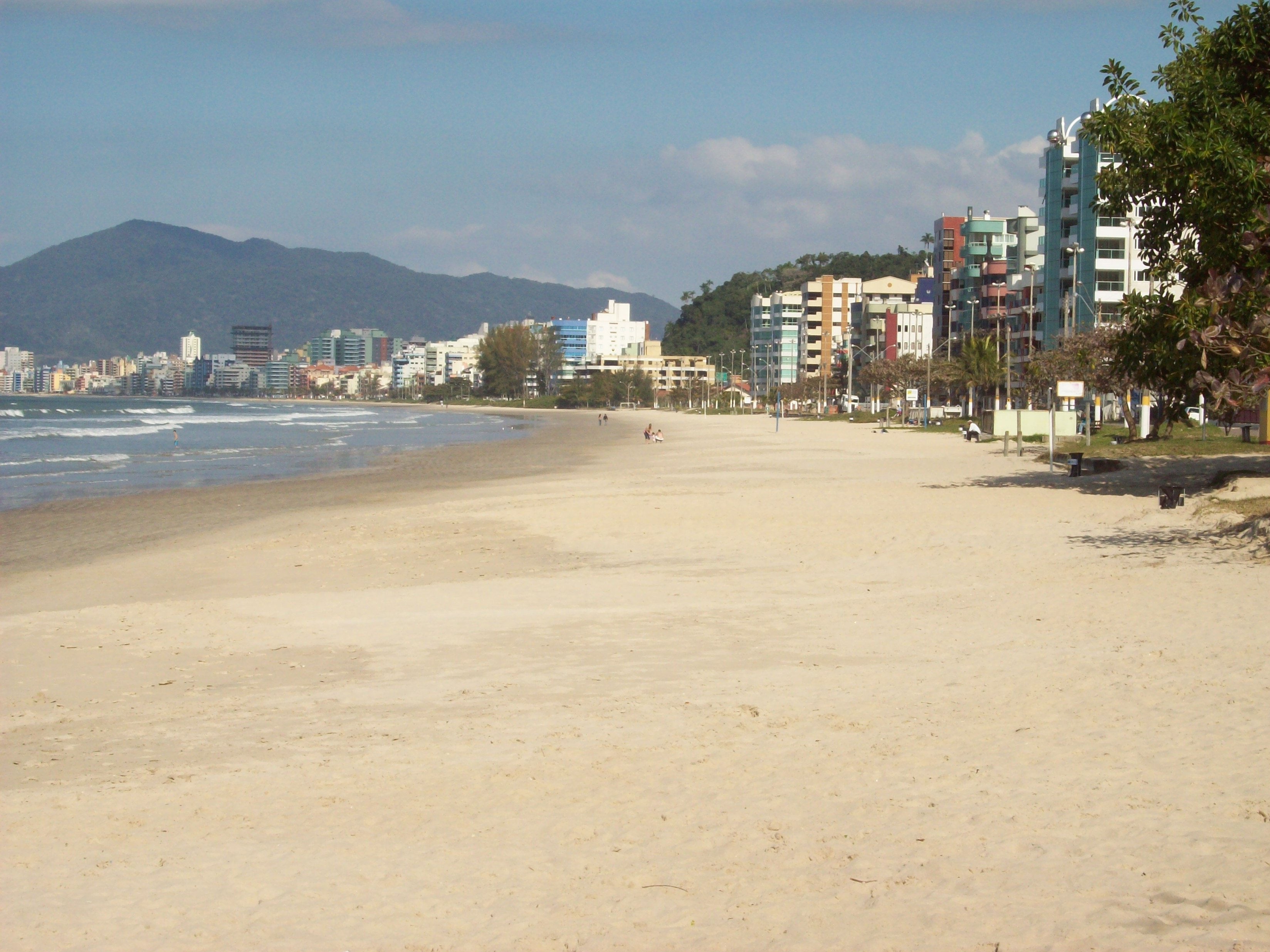
Praia do Centro.

A Praia do Centro é uma praia localizada na cidade de Itapema, no estado brasileiro de Santa Catarina. Possui 1.5 km de extensão e localiza-se ao lado do centro do município, sendo considerado um dos locais mais influentes na área turística da região, juntamente com a Meia Praia.